# Koljala
Koljala − wieś w Estonii, w prowincji Virumaa Wschodnia, w gminie Sonda.